# Nové Valteřice
Nové Valteřice – wieś, część gminy Moravský Beroun, położona w kraju ołomunieckim, w powiecie Ołomuniec, w Czechach.